# Isohypsibius tuberculatus
Isohypsibius tuberculatus är en djurart som tillhör fylumet trögkrypare, och som först beskrevs av Plate 1889.  Isohypsibius tuberculatus ingår i släktet Isohypsibius och familjen Hypsibiidae. Arten är reproducerande i Sverige. Inga underarter finns listade i Catalogue of Life.